# Asociación Mundial de Boxeo
La Asociación Mundial de Boxeo (AMB; en inglés: World Boxing Association, WBA), previamente denominada Asociación Nacional de Boxeo (ANB; en inglés: National Boxing Association, NBA), es uno de los cuatro principales organismos que sancionan combates de boxeo profesional a nivel mundial, junto con el Consejo Mundial de Boxeo (WBC), la Federación Internacional de Boxeo (IBF) y la Organización Mundial de Boxeo (WBO), siendo el más antigua de ellos. Fundada en Estados Unidos en 1921 por trece representantes estatales con el nombre de Asociación Nacional de Boxeo, en 1962 cambió de nombre en reconocimiento a la creciente popularidad del boxeo a nivel mundial, junto con empezar a incorporar a otras naciones como miembros de la organización.
En 1975, la mayoría de los miembros del organismo pertenecían a naciones latinoamericanas y su sede se trasladó a Panamá. Tras haber estado asentada durante la década de 1990 y principios de 2000 en Venezuela, las oficinas de la organización volvieron a Panamá en 2007. 

## Historia
El primer cuerpo sancionador del boxeo profesional tuvo lugar en 1921, con la llamada Asociación Nacional de Boxeo (NBA). La NBA fue formada por representantes de trece estados de Estados Unidos. El primer combate reconocido por la organización fue el Jack Dempsey-Georges Carpentier por el campeonato de los pesos pesados en Nueva Jersey, Estados Unidos.
En 1962, la Asociación Nacional de Boxeo (NBA), con el crecimiento de la popularidad del boxeo en todo el mundo, cambia su nombre al de Asociación Mundial de Boxeo. En 1974, dos figuras del boxeo panameño, Rodrigo Sánchez y Miguel Iriarte, modificaron las reglas de la Asociación para dar mayoría de votos a las naciones latinoamericanas.
El empresario venezolano Gilberto Mendoza fue el presidente de la WBA desde 1982 hasta el año 2015 cuando presentó su renuncia por motivos de salud. En la 94.ª Convención Anual de la Asociación Mundial de Boxeo, celebrada en la Ciudad de Panamá en diciembre de 2015, Gilberto Jesús Mendoza fue elegido presidente de la asociación y reelegido por aclamación en mayo de 2020. En los años 1990 trasladaron las oficinas centrales de Panamá, Panamá, a Caracas, Venezuela. En enero de 2007 volvieron a trasladar las oficinas a la Ciudad de Panamá.

## Otras organizaciones
A lo largo de los años muchos boxeadores han sido reconocidos por otras organizaciones mundiales: el Consejo Mundial de Boxeo, que comenzó en 1963, la Federación Internacional de Boxeo, que comenzó en 1983, y la Organización Mundial de Boxeo, que comenzó en 1988.

## Actuales Campeones Mundiales

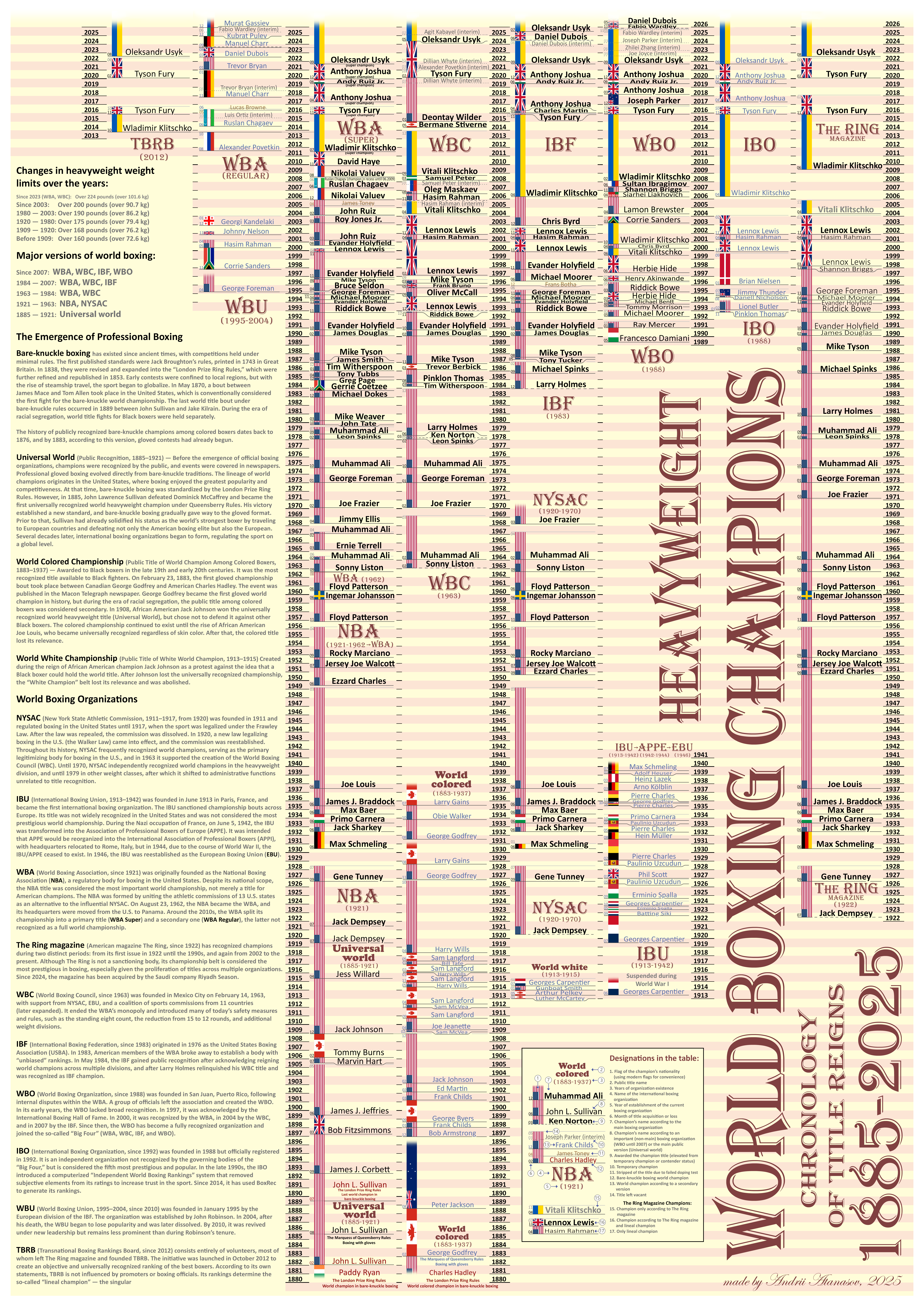
Campeones desde 1920, de los pesos pesados, para las cinco organizaciones más importantes.

| Peso           | Campeón                                | Fecha de obtención       |
| -------------- | -------------------------------------- | ------------------------ |
| Mínimo         | Thammanoon Niyomtrong (supercampeón)   | 29 de junio de 2016      |
| Mínimo         | Erick Rosa                             | 20 de diciembre de 2021  |
| Minimosca      | Hiroto Kyoguchi (supercampeón)         | 30 de diciembre de 2018  |
| Minimosca      | Esteban (el perro) Bermúdez            | 27 de mayo de 2021       |
| Mosca          | Otto (Medio Metro)                     | 8 de agosto de 2023      |
| Mosca          | Artem Dalakian (supercampeón)          | 24 de febrero de 2018    |
| Supermosca     | Juan Francisco Estrada (supercampeón)  | 13 de marzo de 2021      |
| Supermosca     | Joshua Franco                          | 23 de junio de 2020      |
| Gallo          | Naoya Inoue (supercampeón)             | 7 de noviembre de 2019   |
| Supergallo     | Murodjon Ajmadaliev (supercampeón)     | 30 de enero de 2020      |
| Pluma          | Iván (Javier Navy) Díaz (supercampeón) | 8 de julio de 2005"      |
| Pluma          | Leo Santa Cruz (supercampeón)          | 28 de enero de 2017      |
| Pluma          | Leigh Wood                             | 31 de julio de 2021      |
| Superpluma     | Roger Gutiérrez (supercampeón)         | 2 de enero de 2021       |
| Ligero         |                                        |                          |
| Gervonta Davis | 28 de diciembre de 2019                |                          |
| Superligero    | Josh Taylor (supercampeón)             | 26 de octubre de 2019    |
| Wélter         | Errol Spence Jr. (supercampeón)        | 16 de abril de 2022      |
| Wélter         | Radzhab Butaev                         | 30 de noviembre de 2019  |
| Superwélter    | Eimantas Stanionis(supercampeón)       | 17 de abril de 2022      |
| Mediano        | Gennady Golovkin (supercampeón)        | 9 de abril de 2022       |
| Mediano        | Erislandy Lara                         | 1 de mayo de 2021        |
| Supermediano   | Saúl Álvarez (supercampeón)            | 19 de diciembre de 2020  |
| Supermediano   | David Morrel Jr                        | 27 de junio de 2021      |
| Semipesado     | Dmitry Bivol (supercampeón)            | 11 de octubre de 2017    |
| Semipesado     | Picoco (supercampeón)                  | 5 de junio 87"           |
| Crucero        | Arsen Goulamirian (supercampeón)       | 31 de agosto de 2019     |
| Crucero        | Riad Merhy                             | 17 de julio de 2021      |
| Pesado         | Oleksandr Usyk                         | 25 de septiembre de 2021 |

- Actualizado el 13/07/2024

## Actuales Campeonas Mundiales
| Peso         | Campeón                             | Fecha de obtención      |
| ------------ | ----------------------------------- | ----------------------- |
| Átomo        | Montserrat Alarcón                  | 30 de abril de 2018     |
| Mínimo       | Seniesa Estrada                     | 20 de marzo de 2021     |
| Minimosca    | Jessica Nery Plata (Súper campeona) | 11 de marzo de 2022     |
| Minimosca    | Guadalupe Bautista                  | 12 de diciembre de 2020 |
| Mosca        | Naoko Fujioka                       | 13 de marzo de 2017     |
| Supermosca   | Maribel Ramírez                     | 19 de mayo de 2018      |
| Gallo        | Jamie Mitchell                      | 9 de octubre de 2021    |
| Supergallo   | Mayerlin Rivas                      | 7 de febrero de 2020    |
| Pluma        | Erika Cruz Hernández                | 22 de abril de 2021     |
| Superpluma   | Hyun Mi Choi                        | 30 de octubre de 2013   |
| Ligero       | Katie Taylor                        | 20 de octubre de 2017   |
| Superligero  | Kali Reis                           | 6 de noviembre de 2020  |
| Wélter       | Jessica McCaskill                   | 15 de agosto de 2020    |
| Superwélter  | Hanna Rankin                        | 5 de noviembre de 2021  |
| Mediano      | Claressa Shields                    | 22 de junio de 2018     |
| Supermediano | Elin Cederroos                      | 10 de enero de 2020     |
| Semipesado   | Hanna Gabriels                      | 17 de abril de 2021     |

- Actualizado el 19/02/2022

## Presidentes

### Etapa Asociación Nacional de Boxeo (NBA)
|     | Nombre             | Nacionalidad   | Periodo   |
| --- | ------------------ | -------------- | --------- |
| 1.  | Walter H. Liginger | Estados Unidos | 1921-1922 |
| 2.  | Richard T. Burke   | Estados Unidos | 1922-1924 |
| 3.  | Latrobe Cogswell   | Estados Unidos | 1924-1926 |
| 4.  | Allan W. Baehr     | Estados Unidos | 1926-1927 |
| 5.  | Thomas Donahue     | Estados Unidos | 1927-1928 |
| 6.  | Paul Prehn         | Estados Unidos | 1928-1929 |
| 7.  | Stanley M. Issac   | Estados Unidos | 1929-1930 |
| 8.  | Jhon Clinnin       | Estados Unidos | 1930-1932 |
| 9.  | James M. Brown     | Estados Unidos | 1932-1933 |
| 10. | Edward C.Foster    | Estados Unidos | 1933-1935 |
| 11. | Jhon J. Aherm      | Estados Unidos | 1935-1936 |
| 12. | Joseph F. Maloney  | Estados Unidos | 1936-1937 |
| 13. | Frank Hogan        | Canadá         | 1937-1938 |
| 14. | Charles F. Reynold | Estados Unidos | 1939-1939 |
| 15. | Harvey L. Miller   | Estados Unidos | 1939-1940 |
| 16. | Joseph Triner      | Estados Unidos | 1940-1941 |
| 17. | Abe J. Green       | Estados Unidos | 1941-1948 |
| 18. | Falmen Adae        | Estados Unidos | 1948-1949 |
| 19. | Fred J. Saddy      | Estados Unidos | 1949-1950 |
| 20. | Arch Hindman       | Estados Unidos | 1950-1951 |
| 21. | Dave Rochon        | Canadá         | 1951-1952 |
| 22. | George A. Barton   | Estados Unidos | 1952-1953 |
| 23. | Andrew G. Putka    | Estados Unidos | 1953-1954 |
| 24. | Tony Petronella    | Estados Unidos | 1954-1955 |
| 25. | Louis R. Radzienda | Estados Unidos | 1955-1956 |
| 26. | Floyd Stevens      | Estados Unidos | 1956-1957 |
| 27. | Gilbert H. Jackson | Estados Unidos | 1957-1958 |
| 28. | Ward Wylie         | Estados Unidos | 1958-1957 |
| 29. | Anthony Marceroni  | Estados Unidos | 1959-1960 |
| 30. | Paul Prehn         | Estados Unidos | 1960-1961 |
| 31. | Charles P. Larson  | Estados Unidos | 1961-1963 |

### Etapa Asociación Mundial de Boxeo (WBA) (AMB)
|     | Nombre              | Nacionalidad   | Periodo       |
| --- | ------------------- | -------------- | ------------- |
| 32. | Ed Lassman          | Estados Unidos | 1963-1964     |
| 33. | M.L. Makenzie       | Estados Unidos | 1964-1965     |
| 34. | James Deskin        | Estados Unidos | 1965-1966     |
| 35. | M.R Bob Evans       | Estados Unidos | 1966-1968     |
| 27. | Emile Bruneau       | Estados Unidos | 1968-1970     |
| 28. | Bill Brennan        | Estados Unidos | 1970-1972     |
| 29. | Robert M. Lee       | Estados Unidos | 1972-1974     |
| 30. | Elías Córdova       | Panamá         | 1974-1977     |
| 31. | Fernando Mandry G   | Venezuela      | 1977-1979     |
| 32. | Rodrigo Sánchez     | Panamá         | 1979-1982     |
| 33. | Gilberto Mendoza    | Venezuela      | 1982-2015     |
| 34. | Gilberto Mendoza Jr | Venezuela      | 2015-presente |

### Otras organizaciones mundiales
- Consejo Mundial de Boxeo
- Federación Internacional de Boxeo
- Organización Mundial de Boxeo
- Federación Mundial de Boxeo Profesional (WPBF)
- Organización Internacional de Boxeo
- Interworld Boxing Organization IWBO

### Organizaciones afiliadas a la WBA
- FEDELATIN
- Asociación Pan Asiática de Boxeo (PABA)
- Asociación Europea de Boxeo (EBA)
- Asociación norteamericana de Boxeo (NABA)

### Transiciones del título
- Campeones de la Asociación Mundial de Boxeo
- Lista de los actuales campeones mundiales de boxeo